# 橋本徹馬
橋本 徹馬（はしもと てつま、1890年(明治23年)2月4日 - 1990年(平成2年)5月19日）は、日本の政治運動家、右翼的思想家。愛媛県出身。早稲田大学専門部政治科中退。

## 概要
1912年、橋本は加藤勘十とともに大隈重信、山田三七郎の後援を得て立憲青年党を結成。山田三七郎の勧めで雑誌「世界之日本」を発行。寺内正毅内閣の倒閣運動を展開する。大正13年、紫雲荘を設立し、主幹となる。当時、青年政客として二十代で名を成していたのは、立憲青年党を率いた肥田琢司らと橋本徹馬であった。橋本は政官界に顔が利き、親善使節や日本の高官を啓蒙するなどした。
戦後、紫雲荘を再建し、機関紙「紫雲」を通じて政治評論を発表。紫雲山地蔵寺初代住職。水子供養運動創唱者。佐藤栄作の私的相談役でもあった。紫雲山地蔵寺を創建し、大衆の救済祈願をもって水子供養の機会をつくったのは橋本である。彼は本活動そのものによって直接的に政治運動を志したのではなかったが、のちのちこの思想が「日本宗教」の一パターンであるエリート主義による大衆（女性）支配へと形を変えて政治色の濃い思想へと変貌した。

## 沿革
- 1889年（明治23年）2月4日、橋本徹馬は愛媛県新居群大町村に生まれた。
- 1904年（明治37年）近衛篤麿が急逝、近衛の事務所「城南荘」において五百木良三は「国民義会」を結成。橋本も論議に加わった。
- 1907年（明治40年）3月、西条中学校を卒業。海軍兵学校を受験したが失敗。
- 1910年（明治43年）4月、早稲田大学 高等予科政治科に入学、「活青年」に執筆、編集、出版を手掛ける。
- 1912年（明治45年）2月、立憲青年党を結成、同月同日に早稲田大学を中退。
- 1914年（大正3年）大隈内閣樹立、第一次大戦勃発

- 1916年（大正5年）「一大帝国」[5]創刊号を発刊　大隈内閣が寺内正毅（山縣派、長州）によって弾劾をうけ解散
- 1917年（大正6年）1月19日立憲青年党大演説会を東京神田南朋倶楽部にて尾崎士郎も参加。寺内内閣への弾劾キャンペーンを行うが「一大帝国」は発禁となる。
- 1918年（大正7年）第１回普通選挙　加藤勘十、シベリア出兵
- 1919年（大正8年）「労働世界」を発刊。主筆は加藤勘十。奥むめお、平塚明子、山川菊枝らが健筆を振るい、宮地嘉六、平沢計七ら労働作家たちも参加していた。
- 1924年（大正13年）橋本は念願の総選挙に出馬するも落選。以降は思想団体「紫雲荘」を開き、青年修養道場として活用、時局評論家として言論活動。
- 1941年（昭和16年）軍部の弾圧により解散
- 1946年（昭和21年）政治機関紙「紫雲」を通じて広く政治評論を発表
- 1971年（昭和46年）埼玉県秩父市に「紫雲山地蔵寺」を創建、初代住職となる。「水子供養」を提唱し、全国運動へと展開した。
- 1990年（平成2年）没、100歳
- 戦前は、大隈重信（1838～1922）、田中義一（1864～1929）、原敬（1856～1921）ら首相経験者に気に入られ、尾崎行雄（1858～1954）やジャーナリストの茅原華山（1870～1952）、同志の加藤勘十（1892～1978）らと親交を結び、戦後は佐藤栄作（1901～1975）の私的相談役も務めた。

## 著書

### 橋本徹馬
- 「日本の敗戦降伏裏面史」
- 「米国の対日動向を探る」1941年（昭和16年）東洋経済新報社出版部）
- 「青年政党論」1912年（明治45年）世界之日本社）
- 「現代政治家弾圧論」1913年(大正2年)井手三郎文庫）
- 「活青年」
- 「世界之日本」1910年～1915年（明治43年7月創刊～大正4年12月号）　(引用；都筑久義「尾崎史郎と橋本徹馬」34Pから引用））
- 「一大帝国」1916年（大正5年3月1日）～1919年(大正８年２月号）
- 「労働世界」
- 「紫雲」宗教団体「紫雲会」機関紙
- 「政友会罪悪史話」1915年(大正4年2月）
- 「国民党撲滅号」1915年 (大正4年3月）
- 「天皇と叛乱将校」1956年（昭和31年2月20日、日本週報社）
- 「自叙伝」1967年(昭和42年 紫雲荘刊）
- 「青年諸君に贈る」1965年紫雲荘
- 「私の昭和時代史」1967年
- 「日本の敗戦降伏裏面史」1986年
- 「青年に贈る一日一言」2000年
- 「無病医学の提唱 : 心の持ち方で病気は治る」1987年
- 「信仰百話」1985年
- 「繁栄の書」1985年
- 「生命の医学大事典」1981年
- 「水子地蔵寺霊験集」1978年
- 「神人一体の自覚」1977年

### 尾崎史郎
- 「中学と師範の改革」大正4年4月5日
- 「帝国主義に与ふ」（T4,9,19
- 「孝の新意義」（T4,11,11

## 関係する人物
鈴木正吾；丁未倶楽部（反政友会系）1890年愛知生まれ。明大雄弁会、1932年衆議院議員に
西岡竹次郎；丁未倶楽部 1890年長崎生まれ、早大雄弁会 1924年衆議院議長に就任
前田郁；大日本青年党 1889年鹿児島生まれ　明大出身　1947年衆議院議員
肥田琢司；青年自由党　1889年広島県生まれ 1928年衆議院議員　（肥田理吉は弟）